# BMW N62
Con la sigla BMW N62 si intende una famiglia di motori a scoppio alimentati a benzina e prodotti dal 2001 al 2010 dalla Casa automobilistica tedesca BMW.

## Profilo e caratteristiche

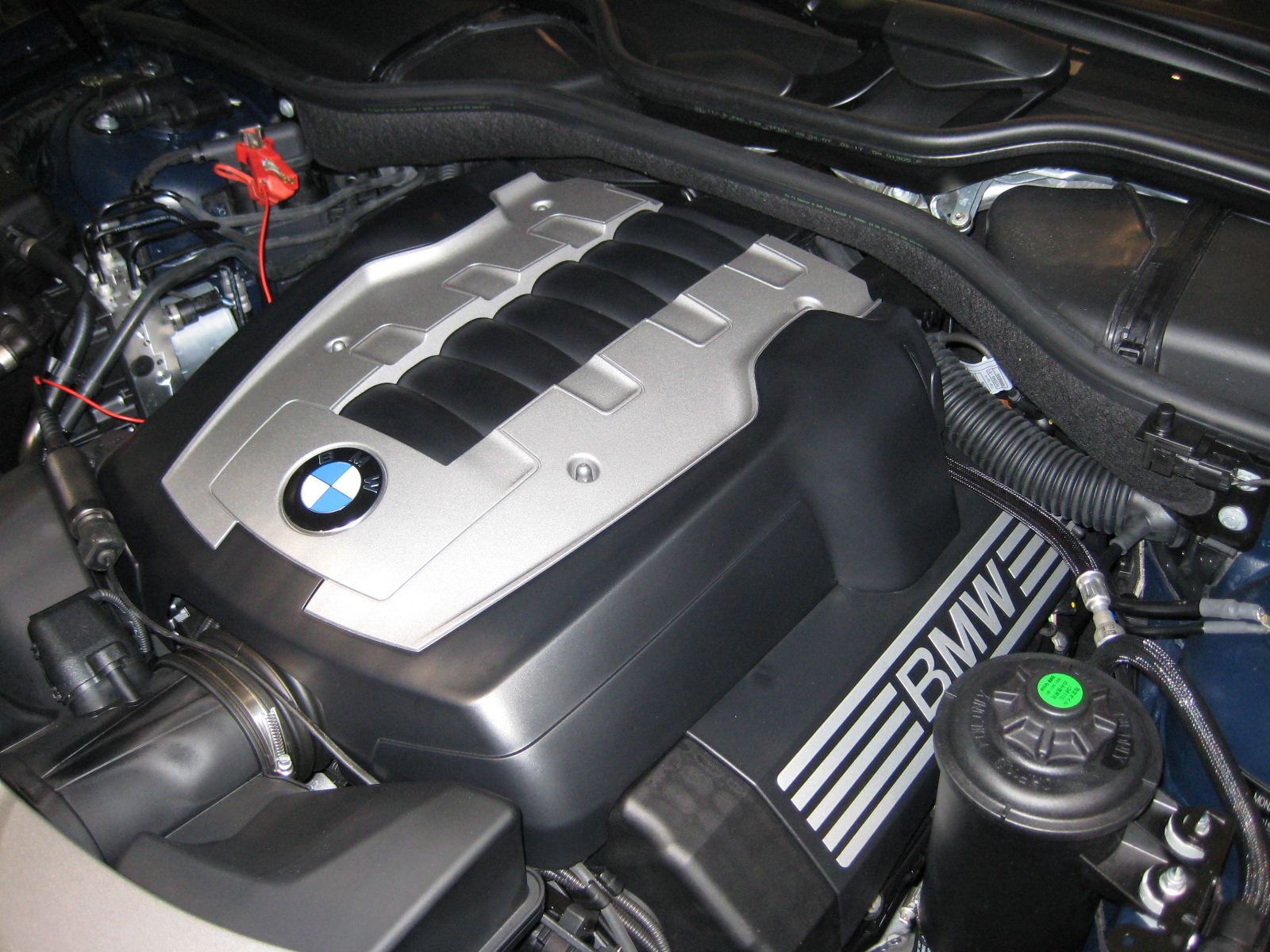
Vista di un motore N62B48

Questa famiglia di motori va a sostituire la precedente famiglia M62, della quale mantiene le principali caratteristiche generali, e cioè:
- architettura di tipo V8;
- angolo di 90° tra le due bancate;
- monoblocco in alusil con canne in silicio;
- testate in lega di alluminio;
- testate a 4 valvole per cilindro;
- distribuzione a due assi a camme in testa per bancata (schema DOHC);
- albero a gomiti in un solo pezzo;
- bielle fratturate.

Vi sono state però anche delle novità, e precisamente:
- alimentazione ad iniezione diretta (SFI);
- centralina elettronica Bosch DME ME9.2;
- presenza del sistema di fasatura variabile doppio VANOS;
- integrazione di quest'ultimo con il sistema Valvetronic.

I quattro motori che compongono questa famiglia occupano una fascia destinata ad auto di segmento superiore o anche di lusso. Le cilindrate sono comprese tra i 3.6 ed i 4.8 litri. Di seguito vengono mostrate le caratteristiche di ognuno di questi 4 motori.

### N62B36
Questa è la motorizzazione di base tra quelle appartenenti alla famiglia N62. Nasce sulla base dell'unità M62TUB35, della quale è stata allungata la corsa, portata da 78,9 ad 81,2 mm. Invariato invece l'alesaggio, fermo ad 84 mm. La cilindrata totale sale quindi da 3498 a 3600 cm³ esatti.

Anche i valori prestazionali subiscono un incremento: la potenza massima passa da 245 a 272 CV a 6200 giri/min, mentre la coppia massima sale da 320 a 360 Nm, disponibili però a 3700 giri/min anziché a 3200.

Tale motore è stato montato unicamente sulle BMW 735i/735Li E65/66 (2002-05).

### N62B40
Questo motore ha misure di alesaggio e corsa di 87x84.1 mm, così da raggiungere una cilindrata di esattamente 4000 cm³. La potenza massima arriva a 306 CV a 6300 giri/min, con un valore massimo di coppia motrice pari a 390 N·m a 3500 giri/min. Tale motore è stato montato su:
- BMW 540i E60 (2005-10);
- BMW 740i/740Li E65/66 (2005-08).

### N62B44
Questa terza versione della famiglia N62 è direttamente derivato dall'equivalente versione della famiglia M62, della quale riprende gli ingombri. Anche tale motore ha quindi misure di alesaggio e corsa pari a 92x82.7 mm, e quindi è identica anche la cilindrata di 4398 cm³.

Questo motore è stato proposto in due varianti di potenza. 

La prima variante eroga una potenza massima di 320 CV a 6100 giri/min, con un picco di coppia massima pari a 440 N·m a 3700 giri/min. Questo motore è stato montato su:
- BMW X5 4.4i E53 (2003-06);

Nel caso della seconda serie della X5, la E70, il motore è stato leggermente rivisto e la sua coppia massima diviene disponibile a 3600 giri/min anziché a 3700.

La seconda variante di questo propulsore eroga 333 CV a 6100 giri/min con una coppia massima di 450 N·m a 3600 giri/min. È stato montato su:
- BMW 545i E60/E61 (2003-05);
- BMW 645Ci E63/64 (2003-07);
- BMW 745i/745 Li (2002-05);
- Morgan Aero 8 (2001-08).

Nel 2002 tale motore ha spadroneggiato nel concorso International Engine of the Year, sia nella graduatoria assoluta, sia nella categoria "Miglior nuovo motore", sia ancora nella categoria "Oltre i 4 litri".

### N62B48
Questo motore è la versione top della famiglia N62. Forte di una cilindrata di 4799 cm³, data dalle sue misure di alesaggio e corsa (93x88.4 mm), tale motore è stato proposto in tre livelli di potenza, peraltro molto vicini tra loro.

La prima variante è accreditata di una potenza massima di 355 CV a 6300 giri/min, mentre la coppia massima raggiunge i 480 N·m a 3400 giri/min. Questa versione è stata montata sulla BMW X5 xDrive48i E70 (2007-10).

La seconda variante di questo motore eroga 360 CV a 6200 giri/min, con una coppia massima di 500 N·m a 3600 giri/min. È stato montato sulla BMW X5 4.8is E53 (prodotta nel periodo 2003-06).

La terza variante dell'unità N62B48 eroga invece 367 CV a 6300 giri/min. La coppia massima è invece di 490 N·m disponibili già a 3400 giri/min. Questa nuova variante ha trovato applicazione su:
- BMW 550i E60/E61 (2005-10);
- BMW 650Ci E63/64 (2005-10);
- BMW 750i/750Li E65/66 (2005-08);
- Wiesmann GT MF4 (dal 2003);
- Morgan Aero 8 MKIV, Aeromax, Aero Supersports, Aero Coupe (dal 2008).